# Tatiana Toro
Tatiana Toro (Bogotá, 1964) é uma matemática colombiana-estadunidense, professora da Universidade de Washington. Sua pesquisa está "na interface de teoria geométrica da medida, análise harmônica e equações diferenciais parciais".
Nasceu na Colômbia, competiu pela Colômbia na Olimpíada Internacional de Matemática de 1981, e obteve um bacharelado na Universidade Nacional da Colômbia. Obteve um Ph.D. em 1992 na Universidade Stanford, orientada por Leon Simon. Após curtos períodos no Instituto de Estudos Avançados de Princeton, Universidade da Califórnia em Berkeley e Universidade de Chicago, é membro da faculdade da Universidade de Washington desde 1996.
Foi palestrante convidado do Congresso Internacional de Matemáticos em Hyderabad (2010). Foi eleita fellow da American Mathematical Society "for contributions to geometric measure theory, potential theory, and free boundary theory".